# La Conner
La Conner è un comune degli Stati Uniti d'America, situato nello Stato di Washington, nella Contea di Skagit.